# Russische Badmintonmeisterschaft 2014
Die Russische Badmintonmeisterschaft 2014 fand vom 1. bis zum 5. Oktober 2014 in Ramenskoje statt.

## Sieger und Platzierte
| Disziplin    | Gold                               | Silber                                 | Bronze                                |
| ------------ | ---------------------------------- | -------------------------------------- | ------------------------------------- |
| Herreneinzel | Vladimir Malkov                    | Anton Ivanov                           | Anatoliy Yartsev                      |
| Herreneinzel | Vladimir Malkov                    | Anton Ivanov                           | Denis Grachev                         |
| Dameneinzel  | Ksenia Polikarpova                 | Evgeniya Kosetskaya                    | Ella Diehl                            |
| Dameneinzel  | Ksenia Polikarpova                 | Evgeniya Kosetskaya                    | Olga Golovanova                       |
| Herrendoppel | Ivan Sozonov Vladimir Ivanov       | Nikolai Nikolaenko Alexandr Nikolaenko | Sergey Lunev Evgeny Dremin            |
| Herrendoppel | Ivan Sozonov Vladimir Ivanov       | Nikolai Nikolaenko Alexandr Nikolaenko | Konstantin Abramov Alexandr Zinchenko |
| Damendoppel  | Nina Vislova Anastasia Chervyakova | Ekaterina Bolotova Evgeniya Kosetskaya | Elena Komendrovskaja Irina Khlebko    |
| Damendoppel  | Nina Vislova Anastasia Chervyakova | Ekaterina Bolotova Evgeniya Kosetskaya | Viktoriia Vorobeva Olga Golovanova    |
| Mixed        | Vitaliy Durkin Nina Vislova        | Rodion Kargaev Ekaterina Bolotova      | Vasily Kuznetsov Viktoriia Vorobeva   |
| Mixed        | Vitaliy Durkin Nina Vislova        | Rodion Kargaev Ekaterina Bolotova      | Anatoliy Yartsev Evgeniya Kosetskaya  |